# Концерт (Прети)
Концерт — одна из лучших картин на темы музыкальных занятий XVII века, а также в творческом наследии неаполитанского живописца Маттиа Прети (1613—1699).

## Рыцарь Мальтийского ордена — Матиа Прети
Прети был родом из Неаполя. В юности учился в Риме и некоторое время работал там в качестве живописца. Немного резкая художественная манера Прети роднит его с римскими последователями гениального Караваджо, но у него свой стиль, не похожий на художественную манеру других караваджистов, ни на Гверчино, ни на талантливого Николо Реньери или Валантена де Булоня. В творческом наследии Маттиа Прети — фрески в церквях, картины на религиозные сюжеты и несколько картин исторического и бытового жанра. Известный меценат и покровитель художников папа римский Урбан VIII принял ходатайство Прети и 31 октября 1642 года он был удостоен звания кавалера Ордена Святого Иоанна Иерусалимского. Поэтому остаток жизни Прети прожил на острове Мальта. Судьба улыбнулась художнику и подарила ему долгую жизнь на Мальте, где он и скончался на 87 году жизни.

## Описание произведения
Среди бытовых картин Прети 1630-х годов есть несколько трёхфигурных композиций. Трое, обычно за столом, играют в шахматы (Лондон), кости (Ростов-на-Дону) или на музыкальных инструментах (Иллинойс, США). Эти картины просты и незатейливы по замыслу и композиции, они изображают стражей, солдат в караульнях, брутальных персонажей, от скуки не знающих, чем себя занять.
Среди них выгодно отличается картина «Концерт», написанная около 1635 года (Эрмитаж, Санкт-Петербург). На холсте также изображены три фигуры. Два музыканта в железных доспехах играют на музыкальных инструментах, а молодая девушка слушает их взволнованно и тревожно.
Неаполь долгое время принадлежал Испании, и испанцы привезли с собой и свои любимые инструменты. А каждый испанец — гитарист. Испано-неаполитанские корни Матиа Прети оказалось даже в этом. Один из парней на полотне играет как раз на гитаре, голос которой несколько сильнее тихого голоса лютни. Неприятно удивляет нервная, тревожная атмосфера картины. Нет ни одной улыбки, ни намека на весёлую песню, шутку или уместную здесь серенаду. Напротив, все присутствующие довольно одиноки и отделены друг от друга. Никто не поёт и, скорее всего, звучит инструментальное произведение без вокала.